# جاینت هایپرمارکت
جاینت هایپرمارکت (انگلیسی: Giant Hypermarket) شرکت خرده‌فروشی مالزیایی است، که در سال ۱۹۴۴ تأسیس شد.